# Smilisca cyanosticta
A Smilisca cyanosticta a kétéltűek (Amphibia) osztályának békák (Anura) rendjébe és a levelibéka-félék (Hylidae) családjába tartozó faj.

## Előfordulása
A faj Belizében, Guatemalában és Mexikóban él. Természetes élőhelye szubtrópusi vagy trópusi nedves síkvidéki erdők, szubtrópusi vagy trópusi nedves hegyvidéki erdők, folyók, időszakos édesvizű mocsarak. A fajt élőhelyének elvesztése fenyegeti.